# 郁可唯
郁可唯（Yisa Yu，1983年10月23日—），原名郁英霞，生于四川成都，祖籍江苏兴化，中國大陸女歌手。毕业于电子科技大学外国语学院英文系。早年曾在酒吧担当驻唱歌手，并多次参加选秀比赛，在2009年湖南卫视“快乐女声”比赛中获得全国第4名。赛后签约滚石唱片。2010年發行首張個人正規專輯《蓝短裤》，2011年憑演唱台灣劇集《犀利人妻》插曲「指望」而打開大眾知名度。其對聲音掌控技巧純熟，除本身聲線外還能模仿多個歌手及其他聲音，有「天然變聲器」之稱。從出道起演唱多部大熱劇集主題曲及插曲，被封「OST女王」。2017年11月，正式簽約華研國際音樂，結束了與滾石唱片的8年合約。2023年5月，憑藉第七張個人專輯《Dear Life》入圍第34屆金曲獎最佳華語女歌手獎。

## 生平

### 早年经历
郁可唯出生于四川省成都市，父母都是成都飞机工业集团的职工。小时候的她就对音乐表现出了浓厚兴趣，曾参加大大小小各种唱歌比赛。与大多数歌手不同，郁可唯并未接受过专业的音乐训练，大学时期就读于电子科技大学外国语学院英语专业。
2001年2月，郁可唯被主持人程前选为北京电视台《欢乐总动员》超级模仿秀选手。
2004年8月，郁可唯在CCTV首届全国大学生校园歌手大赛中击败李宇春夺得金奖，开始崭露头角。2005年5月，其与杉籽伽合作的一首原创歌曲《梦回兰若寺》在TOM网络歌曲排行榜上取得了第三名的佳绩，她本人也因此成为了小有名气的网络歌手，并参加了由TOM玩乐吧组织的全国巡演。2005年底，又凭借一首《Fly》跻身“A8音乐原创中国颁奖典礼”秋季榜8大金曲之列。
郁可唯曾先后参加过两届湖南卫视“超级女声”比赛。在2005年超级女声中，未能通过成都唱区海选。之后的2006年超级女声，再次未能通过海选的她又转战广州唱区，于7月15日成功晋级唱区20强，然而在之后的20进10比赛中意外遭遇音响故障，遗憾出局。

### 驻唱生涯
尽管连续两次在超女比赛中失利，郁可唯并未放弃对音乐的执着追求。当时刚刚大学毕业的她在家人的压力下进入了一家房地产公司，结果仅工作了几个月就主动辞职，转而在2006年9月经朋友介绍进入一家酒吧，开始了自己的驻唱生活。在那里她和两个男生组成了“可可乐团”，由郁可唯担任主唱。后来他们来到成都著名的“莲花府邸”酒吧驻唱，并很快唱出了名气。
2008年，首次使用现艺名“郁可唯”参加江苏卫视“绝对唱响”比赛，于4月27日入围成都赛区8强，不过在之后的8进2比赛中不敌唐宁而未能晋级全国30强。此外她还在当年录制发行过两张翻唱发烧碟《百乐门》和《茴香小酒馆》（2009年快女比赛结束后，发行方用其之前录制的歌曲又发行了一张发烧碟《郁音绕梁》）。

### 快女出道及发展
2009年湖南卫视“快乐女声”比赛开始后，郁可唯又一次抱着试试看的心态参赛，结果却意外地脱颖而出，轻松入围全国300强，并获得评委巫启贤的高度称赞。之后她凭借优异的唱功一路晋级，成为夺冠大热门之一，在全国总决赛10强赛第一场中夺得周冠军。然而在8月28日的4进3比赛中，郁可唯在PK环节不敌黄英而意外出局，最终获得全国第4名，遗憾地无缘三甲。
比赛结束后，郁可唯正式出道，于当年12月8日签约滚石唱片。2010年2月初，她飞赴台湾开始录制自己的首张专辑。4月15日主打歌《指望》首播，5月5日新专辑《蓝短裤》正式发行。凭借这张专辑，郁可唯在当年斩获多个新人奖项，并相继参加了于台北和新加坡两地举行的滚石30周年演唱会。

### 走红至今
进入2011年后，随着台湾电视剧《犀利人妻》的热播，由郁可唯演唱的该剧插曲《指望》在台湾走红，获得包括KKBOX华语人气排行榜在内的多个音乐排行榜冠军的佳绩。她亦于当年5月登上在北京“鸟巢”举办的滚石30周年演唱会舞台，不久又成功入围第22届金曲奖“最佳新人”，是那一届唯一获提名的中国大陆歌手，可惜最后却因早前发行过翻唱发烧碟而被取消资格。（详见下文“金曲奖风波”一节）
2011年6月30日，郁可唯发行了第二张个人专辑《微加幸福》。该专辑延续了她自己的大众情歌路线，同名主打歌《微加幸福》作为台湾电视剧《小资女孩向前衝》的片尾曲取得亮眼成绩，荣登多个排行榜冠军。
2012年8月23日，郁可唯发行了第三张个人专辑《失恋事小》。
2013年，郁可唯為電影《小時代》、《小時代2》獻唱主題曲《時間煮雨》，廣受好評。5月，郁可唯參加安徽衛視音樂真人秀《我為歌狂》，並與羅中旭、伍思凱、紀敏佳組成藍隊，在經過12場比賽的廝殺後，最終藍隊成為《我為歌狂》第一季度的冠軍戰隊。
2014年，郁可唯相继獻唱了情感劇《妻子的秘密》的片尾曲《最爱的人》和仙侠剧《古剑奇谭》的片尾曲《远方》。6月，郁可唯發行第四張個人專輯《溫水》。郁可唯在北京和廣州举办了《郁可唯自画像个人演唱会》。
2015年，郁可唯相繼為都市偶像劇《只因單身在一起》獻唱了插曲《我們都愛過》，為民國情仇劇《活色生香》獻唱了淒婉風格主題曲《戀香》，并受邀演唱日月同輝集團主題曲《日月同輝》及萬達集團成都萬達文化主題曲《芙蓉花開》。
2016年，郁可唯為玄幻傳奇劇《青丘狐傳說》演唱了主題曲《問明月》，為魔幻劇《半妖傾城》獻唱了主題曲《We are one》,為青春劇《檸檬初上》演唱了片尾曲《愛情是青春的旅行》,為仙俠劇《青雲志》獻唱傷感插曲《青衣謡》，為電影《夏有喬木雅望天堂》獻唱了暖心推廣曲《時光正好》。9月，她又為諜戰劇《麻雀》獻唱了推廣曲《風中芭蕾》。10月，郁可唯在音樂懸疑竟猜類真人秀《蒙面唱將猜猜猜》節目中以“哈哈一笑很傾城”的形象完成三戰，最終在第九期揭面，節目中的獨唱曲目《獨家記憶》和與林宥嘉共同演唱的《浪費》長時間佔據音樂排行榜前列]。12月，郁可唯發行了第五張個人專輯《00:00》。
2017年年初，郁可唯相繼為青春劇《遇見愛情的利先生》獻唱了主題曲《不完整的存在》，為玄幻劇《三生三世十里桃花》獻唱了主人公人物曲《思慕》，為宮廷劇《大唐榮耀》獻唱了插曲《夙念》，為都市劇《雲巔之上》獻唱了主題曲《天下無敵》。3月24日，郁可唯在台北Legacy舉辦了《00：00自由時間》演唱會，而她則在演唱會上演唱了多首影視原聲作品和個人代表曲目。，5月，郁可唯為玄幻劇《擇天記》獻唱了主人公人物曲《心不由己》。6月，為古裝劇《上古情歌》獻唱了插曲《小小天涯》，為古裝劇《楚喬傳》獻唱了情感主題曲《星月》，為青春劇《夏至未至》獻唱了插曲《未至》。此外，郁可唯還在音樂真人秀《金曲捞》中作為喚醒師成功喚醒品冠的金曲《從來沒有想過》、戴佩妮的金曲《水中央》。9月，參演韓紅製作的音樂劇《阿爾茲記憶的愛情》，飾演女主角鄭雅弦。11月19日，在北京舉行生日音樂會的同時宣布正式簽約華研國際音樂。
2018年初，郁可唯相繼為賀歲動畫電影《熊出沒·變形記》獻唱了主題曲《像小時候一樣》；為都市偶像劇《談判官》獻唱了男女主人公的情感主題曲《盲目自信》；為都市偶像劇《老男孩》獻唱了情感插曲《失重》。3月，宣佈正式加入音樂真人秀《歌手2018》，成為本季的最後一名補位歌手。12月，獻唱電視劇《知否？知否？應是綠肥紅瘦》的主題曲《知否知否》，歌曲更在来年數次登上音樂軟件排行榜首位，紅遍海內外。
2019年2月，郁可唯首次登上央视春晚的舞台，與平安等歌手共同獻唱曲目《新的天地》；5月，發行第6張個人專輯《路過人間》，專輯發行首週以超過百分之25的銷售率登頂當週五大唱片銷量榜單。其中的同名主打歌《路過人間》更屢次斬獲各個音樂排行榜第一名，並於年末奪得2019年KKBOX風雲榜百大單曲第八名。
2020年6月12日，郁可唯参加湖南卫视逆龄女团选秀节目《乘风破浪的姐姐》。9月4日总决赛，以第六名的成绩成团，並出演成團綜藝節目《姐姐的愛樂之程》。
2021年1月，郁可唯獲選成為騰訊娛樂白皮書2020年度品質歌手；7月，郁可唯开启Dear Live全國巡演，各場門票均被快速秒殺完畢；10月，出演湖南衛視戶外音樂綜藝節目《時光音樂會》，其在節目中演繹的歌曲屢次奪得音樂排行榜首位，其中翻唱譚詠麟的《水中花》更成為當季爆款熱門單曲；12月，奪得第三屆騰訊音樂娛樂盛典年度最佳內地女歌手。
2022年1月，在由於疫情延遲而合併舉辦的第4屆及第5屆唱工委音樂獎上，郁可唯連續兩屆被提名為年度最佳女歌手，專輯《路過人間》也被提名為最佳專輯。在而後公布的獲獎名單中，郁可唯獲得第4屆年度女歌手。1月末，郁可唯再次登上央视春晚的舞台，與朱一龍、王俊凱、趙麗穎共同獻唱歌曲《歡樂時光》；2月，獻唱2022北京冬奧主題口號推廣歌曲《一起向未來》。

## 争议事件

### 快女4進3黑幕
比赛当晚，有网友发现湖南卫视的官方媒体金鹰网在23∶40就登出了“‘快女’第四名郁可唯明日将接受专访”的相关信息，而“快女”4进3的比赛是当晚22∶30才开始，第二天凌晨1时左右才结束的，而在比赛进行到23∶40时，郁可唯的风头正劲，赛果也尚未揭晓。而第一輪三方評委打分時，很多网友发现，郁可唯被少算11票，原本能成为本期周冠軍以及“封面女声”的她最后竟惨遭淘汰。

### 快女“年龄门”
7月27日，10强赛第二场结束后没几天，有媒体突然爆料郁可唯涉嫌修改年龄参加比赛。7月30日下午，郁可唯在其博客发表声明，为修改年龄一事道歉，然而该博文短暫存在即被删除。此后不管是郁可唯本人还是湖南卫视方面都对此事保持沉默，从而引发大众广泛猜测，甚至一度有她可能被终止比赛资格的传闻。直到淘汰后的8月31日，在做客《潇湘晨报》时，郁可唯才再次表达了自己的歉意，并在当天的湖南娱乐频道“娱乐急先锋”节目中表示“没有想到自己比赛能够走到这一步”。
而在网易初期提供的资料，以及全国300强见面会、18进10第一场和10强赛前三场的电视画面字幕中，均显示郁可唯的年龄为23岁（1986年出生）。
但相關內幕人士指出，这是湖南卫视一贯的炒作手段，郁可唯已经签约并且还要比赛，只能忍气吞声。並且，在郁可唯成都唱區的比賽播出畫面中，顯示郁可唯的年齡為26歲。

### 金曲奖风波
郁可唯在2010年5月发行的个人专辑《蓝短裤》颇受好评，主打歌《指望》更是作为电视剧《犀利人妻》的插曲而红遍台湾。在2011年5月13日公布的第22届金曲奖入围名单中，她作为唯一的中国大陆歌手被提名为“最佳新人”而备受瞩目。不料没过几天便有台湾媒体提出质疑，指其曾在三年前发行过3张翻唱碟，不符合金曲奖的入围规定。台湾新闻局经过资格审查后，于5月19日发布正式公告，声明郁可唯在2009年9月发行过《郁音绕梁DSD》，因而取消其入围资格。对此，郁可唯本人表示非常遗憾，而滚石唱片方面在为其辩解的同时，认为是金曲奖的规则出了问题。

## 音樂作品

### 出道前翻唱专辑
| 專輯 # | 專輯資料                                                                     | 曲目 |
| 1st    | 《百樂門》 - 發行日期：2008年4月7日 - 發行公司：火烈鳥唱片 - 語言：國語      | 曲目 1. 多少柔情多少泪 2. 午夜香吻 3. Bressanon 4. 月光小夜曲 5. 绵绵细雨的夜晚 6. 爱你一万年 7. 爱你在心口难开 8. 娜奴娃情歌 9. 绿岛小夜曲 10. 今宵多珍重 11. 爱情的债 12. 谁能禁止我的爱 13. 路边的野花不要采 14. 难忘的初恋情人 15. 跟着感觉走 |
| 2nd    | 《茴香小酒館》 - 發行日期：2008年9月19日 - 發行公司：火烈鳥唱片 - 語言：國語 | 曲目 1. 念念不忘的情人 2. 想你的時候 3. 耶利亞女郎 4. 蝶兒蝶兒滿天飛 5. 牽手 6. 再見我的愛人 7. 海韻 8. 紅花雨 9. 無聲的雨 10. 原鄉情濃 11. 青青河邊草 12. 漫步人生路 13. 夜太黑                                                                  |
| 3rd    | 《郁音繞梁》 - 發行日期：2009年9月3日 - 發行公司：東升文化 - 語言：國語      | 曲目 1. 爱我别走 2. 如果这都不算爱 3. 哭泣的玫瑰 4. 月半弯 5. 很简单 6. 爱似烟火 7. 别太晚回家 8. 你走进了她的房间 9. 爱忧伤 10. 突然的自我 11. 分手后就不要回头 12. 稻香                                                                         |

### 正規專輯
| 專輯 # | 專輯資料                                                                      | 曲目 |
| 1st    | 《藍短褲》 - 發行日期：2010年5月5日 - 發行公司：滾石唱片 - 語言：國語         | 曲目 1. 藍短褲（童年版） 2. 夢想紀念日 (电视剧《我家有喜》插曲) 3. 暖心(三立、台視 偶像劇 《犀利人妻》插曲) 4. 指望 (三立、台視 偶像劇 《犀利人妻》插曲) 5. 靈魂之花 6. 小檸檬 (华通柠檬之柠冻饮料广告曲) 7. 燃火 8. 我的心給了誰 9. 回家 10. 繡花 11. 藍短褲（天使版） |
| 2nd    | 《微加幸福》 - 發行日期：2011年6月30日 - 發行公司：滾石唱片 - 語言：國語      | 曲目 1. 小巷 2. 傷不起 (台視、三立 偶像劇《小資女孩向前衝》插曲) 3. 已經與他無關 (台視 偶像劇《田莊英雄》插曲) 4. 微加幸福 (台視、三立 偶像劇《小資女孩向前衝》片尾曲) 5. 為了你 (公視、八大 偶像劇《愛在桐花紛飛時》插曲) 6. 你不要我了嗎 7. 聽你說 (Feat.林凡)(台視、三立 偶像劇《犀利人妻》插曲) 8. 花樹 9. 好朋友只是朋友(台視、三立 偶像劇《小資女孩向前衝》插曲) 10. 我 11. 寧夏 微加幸福 微笑慶功版 Bonus Track 1. 茶湯(華視 八點檔《溫柔的慈悲》片頭曲) 2. 三烈士贊 (辛亥革命百年纪念动画电影《民的1911》主题曲) |
| 3rd    | 《失戀事小》 - 發行日期：2012年8月23日 - 發行公司：滾石唱片 - 語言：國語      | 曲目 1. 花散 2. 好想你也在(台視 八點檔 《東華春理髮廳》插曲) 3. 壞習慣(三立、台視 偶像劇 《犀利人妻》插曲) 4. 最不搭的一對 5. 放不下 (台視 八點檔 《東華春理髮廳》片尾曲) 6. 連衣裙 7. 失戀事小 8. 一直 9. 你好嗎 10. 白日夢 (三立華人電視劇 《我們發財了》片頭曲) 11. 幸福難不難 (电影《犀利人妻最终回:幸福男·不难》主题曲) |
| 4th    | 《溫水》 - 發行日期：2014年6月24日 - 發行公司：滾石唱片 - 語言：國語          | 曲目 1. 自言自語 2. 溫水 3. 原諒不美好(台視、八大 偶像劇《徵婚啟事》插曲) 4. Invisible Love 5. 愛要多現實 6. 這麼多年 7. 唯 8. 呆著 9. 躲起來 10. 暖鄉 11. 盲目者請崇拜( Invisible Love 中文版) |
| 5th    | 《00:00》 - 發行日期：2016年12月27日 - 發行公司：滾石唱片 - 語言：國語        | 曲目 1. 倒流(台視、三立 偶像劇《浮士德的微笑》插曲) 2. 寂寞更生 3. 電梯 4. 夜落初雪 5. 我聽說 6. Oh Why 7. 沒空寂寞 8. 21天 9. 琥珀 10. 個人品味 |
| 6th    | 《路過人間》 - 發行日期：2019年5月3日 - 發行公司：華研國際音樂 - 語言：國語   | 曲目 1. 路過人間(公視《我們與惡的距離》插曲) 2. 三十而慄 3. 進化 4. 你知道 5. 記恨 6. 十年如一日 7. 是誰 8. 我不是神 9. Missed Call 10. 為時尚早 CD Only Bonus Track 1. 路過人間 (Live版)(Feat. 鬱金香天使合唱團) |
| 7th    | 《Dear Life》 - 發行日期：2022年8月24日 - 發行公司：華研國際音樂 - 語言：國語 | 曲目 1. 尋 2. Dear Life 3. 成人之美 4. 終身浪漫的開始 5. 我行我素我愛你 6. 最痛的痛快 7. 鬧哄哄 8. 如果花 9. 脫繮 10. 5排12座 11. 書籤 12. 熬夜 13. 傍晚陣雨後的六分鐘遐想 |
| 8th    | 《我怪》 - 發行日期：2024年12月20日 - 發行公司：華研國際音樂 - 語言：國語     | 曲目 1. 我怪 2. 沈溺循環 3. 老派少女 4. 慢條斯理 5. 來日漫漫 6. 孤花 7. 借夢不還 8. 常溫咖啡 9. 我先幸福 10. 但也有可能 11. 白日盡頭 |

### 單曲
| 發行年     | 歌名                 | 作詞                                 | 作曲           | 備註                                        |
| 早於2009年 | Girl Talk            |                                      |                | 早年原創歌曲                                |
| 早於2009年 | FLY                  |                                      |                | 早年原創歌曲                                |
| 早於2009年 | 夢回蘭若寺           |                                      |                | 早年原創歌曲                                |
| 早於2009年 | 你是我的月光         |                                      |                | 早年原創歌曲                                |
| 早於2009年 | 星願                 |                                      |                | 早年原創歌曲                                |
| 早於2009年 | 時間                 |                                      |                | 早年原創歌曲                                |
| 早於2009年 | 雲海彼岸             |                                      |                | 和声演唱,青春偶像动画片《云端的日子》主题曲 |
| 2009年     | 你不愛我             | 林天爱、唐恬                         | 林天爱         | 收录于《封面女生Cover Girls》合辑           |
| 2012年     | 千年一瞬             | 阮少华                               | 郑晟           | 成都黄龙溪镇旅游景区宣传推广歌曲            |
| 2013年     | 尋龍記               | 丹飛                                 | 羅曉音         | 网游《寻龙记》主题曲                        |
| 2014年     | 海上的明月           | 杨启舫                               | 李杰           | 苏州月·中华情-中央电视台中秋晚会主题曲      |
| 2015年     | 芙蓉花開             | 罗天泽                               | 罗天泽         | 成都萬達文化主題曲                          |
| 2016年     | 又見到你             | 萧钧                                 | 胡旭東         | 抗洪公益歌曲                                |
| 2018年     | 舜華曲               | 晚歌                                 | 郁可唯、賈鵬芳 | 網遊《天涯明月刀OL》天香門派主題曲          |
| 2019年     | 我的城               | 郁可唯                               | 郁可唯         | 《知遇之城》成都篇                          |
| 2020年     | 遇見                 | 李双飞、简练、王曼旌、张阜新、辛弃疾 | 李双飞、赵贝尔 | 手遊《遇见逆水寒》推廣曲                    |
| 2020年     | 一江水               | 王安石、二水                         | 韓雷、柒玖     | 《經典詠流傳》現場版                        |
| 2021年     | 小摩托               | 唐漢霄                               | 唐漢霄         | 姐姐的愛樂之程                              |
| 2021年     | 一個想去成都的理由   | 田辰明                               | 羅威           | 2021年夏季世界大學生運動會主題推廣曲        |
| 2022年     | 婉                   | 元和令、付茂華、清彥                 | 李建衡         | 王者榮耀上官婉兒英雄主打歌                  |
| 2022年     | 一起出發             | 韓冰                                 | 劉卓           | 君樂寶品牌主題曲                            |
| 2022年     | 月                   | 有禮、夏飛                           | 劉兆倫         |                                             |
| 2022年     | 秋夜，不見不散       | 陳佳明                               | 陳佳明         | 收錄於華研國際國風專輯《以月之名》          |
| 2023年     | 同感                 | 董樂、張鵬鵬                         | 鄧強中、李建衡 | 美的人感科技主題曲                          |
| 2024年     | 留給我是你的不言而喻 | 李焯雄                               | 梁翹柏         | 《會唱歌的院子》第二期                      |
| 2024年     | 下著雨的海           | 郁可唯                               | 梁翹柏         | 《會唱歌的院子》第二期                      |
| 2024年     | 乘風而歸             | 劉嬡婧                               | 박정환         | 劍靈懷舊服2.0白青賽季主題曲                 |
| 2025年     | 念念                 | 焦東                                 | 亢竹青         | 2025年河南衛視春晚                          |
| 2025年     | 如意                 | 安九                                 | 亢竹青         | 2025年央視春晚                              |
| 2025年     | 造句                 | 韓洋                                 | 韓洋           | 「我和音樂有時差」音樂企劃                  |

### 合作歌曲
| 發行年 | 歌名            | 作詞           | 作曲           | 備註                                                                    |
| 2009年 | 四川依然美麗    | 龙章建、崔恕   | 金培达         | 群星合唱，收錄于512汶川大地震赈灾合辑《四川力量》                       |
| 2009年 | 我們一定行      | 邹全           | Q.LUV          | 群星合唱，512大地震周年公益主题曲（四川“灾后重建”主题曲）               |
| 2011年 | 家在北極村      | 陳升           | 陳升           | 收录于陳升专辑《家在北极村》                                            |
| 2011年 | 月兒幾時圓      | 陳升           | 陳升           | 收录于陳升专辑《家在北极村》                                            |
| 2011年 | Baby Sister     | 曾軼可         | 曾軼可         | 與2009快樂女聲5強合唱，2011年快樂女聲加油歌                             |
| 2014年 | 自己的太陽      | 韋禮安         | 韋禮安         | 群星合唱，MusicRadio我要上学公益活动主题曲                              |
| 2015年 | 生命            | 郭峰           | 郭峰           | 群星合唱，2015年禁毒日主題曲                                            |
| 2015年 | 每一天          | 宁桓宇、蒋逸风 | 宁桓宇         | 與寧桓宇合唱，收錄于寧桓宇專輯《心與心》                                |
| 2015年 | 日月同輝        | 金玟岐         | 金玟岐         | 與陳楚生合唱，日月同輝集團主題曲                                        |
| 2020年 | 天使的身影      | 菲鴻、王曉岭   | 何沐陽         | 群星合唱，CCTV抗疫公益曲                                                |
| 2020年 | 知難而退        | 藍又時         | 藍又時         | 與劉思涵合唱，收錄於劉思涵專輯《愛，未滿》                              |
| 2021年 | 你我皆王者      | 袁大巍、李曉璇 | 袁大巍、李曉璇 | 群星合唱，2020王者榮耀冬季冠軍杯女子電競戰歌                            |
| 2021年 | 蝴蝶海          | 郁可唯、孟佳   | 趙兆           | 姐姐的愛樂之程                                                          |
| 2021年 | Shinny Diamond  | 趙兆           | 趙兆、宋濤     | 姐姐的愛樂之程                                                          |
| 2021年 | Lady Land       | 李聰、趙兆     | 趙兆           | 姐姐的愛樂之程                                                          |
| 2021年 | 城裡的月光 2021 | 陳佳明         | 陳佳明         | 翻唱自1995年許美靜作品，華研群星合唱                                    |
| 2022年 | 燃              | 陳梓秋、梁芒   | 李九君         | 群星合唱，咪咕2022冬奧會主題曲                                          |
| 2022年 | 一起向未來      | 王平久         | 常石磊         | 群星合唱，2022冬奧會和冬殘奧會主題口號推廣歌                            |
| 2022年 | 一次幸福的機會  | 陳小霞         | 姚若龍         | 翻唱自1997年潘越雲作品， 收錄於陳小霞作品特別企劃專輯《月光、背影與海》 |
| 2023年 | 從現在 到未來   | 乃萬、陳聆子   | 乃萬、徐林     | 群星合唱，2022杭州亞運會官方主题推廣曲                                  |
| 2025年 | 蝴蝶海          | 郁可唯、孟佳   | 趙兆           | 與趙兆合唱，收錄於趙兆專輯《1981》                                      |

### OST
| 發行年 | 歌名                 | 作詞           | 作曲           | 備註                                             |
| 2009年 | 悠悠我心             | 王備           | 王備           | 国产首部3D动画片《麋鹿王》主题曲                 |
| 2011年 | 聽你說               | 王雅君         | 王雅君         | 電視劇《犀利人妻》原聲帶                         |
| 2011年 | 指望                 | 潘協慶         | 潘協慶         | 電視劇《犀利人妻》原聲帶                         |
| 2011年 | 暖心                 | 劉子樂         | 劉子樂、厲曼婷 | 電視劇《犀利人妻》原聲帶                         |
| 2012年 | 好朋友只是朋友       | 黃婷           | 徐偉銘         | 電視劇《小資女孩向前衝》原聲帶                   |
| 2012年 | 微加幸福             | 瑞業           | 許約詠         | 電視劇《小資女孩向前衝》原聲帶                   |
| 2012年 | 傷不起               | 林夕           | 饒善強         | 電視劇《小資女孩向前衝》原聲帶                   |
| 2012年 | 幸福難不難           | 黃婷           | 宇珩           | 電影《犀利人妻最終回：幸福男·不難》原聲帶        |
| 2012年 | 指望                 | 潘協慶         | 潘協慶         | 電影《犀利人妻最終回：幸福男·不難》原聲帶        |
| 2012年 | 暖心                 | 劉子樂、厲曼婷 | 劉子樂         | 電影《犀利人妻最終回：幸福男·不難》原聲帶        |
| 2012年 | 好想你也在           | 黃婷、張錫安   | 張錫安         | 電影《犀利人妻最終回：幸福男·不難》原聲帶        |
| 2013年 | 時間煮雨             | 郭敬明、落落   | 劉大為         | 电影《小时代》、《小時代：青木時代》插曲         |
| 2014年 | 最愛的人             | 譚旋           | 譚旋           | 電視劇《妻子的秘密》片尾曲                       |
| 2014年 | 遠方                 | 譚旋           | 譚旋           | 電視劇《古劍奇譚》片尾曲                         |
| 2014年 | Away                 | 潘美祎         | 丁可           | 與孫堅合唱，電影《江湖論劍實錄》主題曲           |
| 2014年 | 原諒不美好           | 接靚           | 彭飛           | 電視劇《徵婚啟事》原聲帶                         |
| 2015年 | 我們都愛過           | 唐恬           | 鄭楠           | 電視劇《只因單身在一起》片尾曲                   |
| 2015年 | 戀香                 | 譚旋           | 譚旋           | 電視劇《活色生香》片尾曲                         |
| 2015年 | 明天的眼淚           |                |                | 電視劇《轉身說愛你》片尾曲                       |
| 2015年 | 高級動物             |                |                | 《室友一起宅》真人秀片尾曲                       |
| 2016年 | 問明月               | 龔淑均         | 衣睿           | 電視劇《青丘狐傳說》主題曲                       |
| 2016年 | 愛情是青春的旅行     | 段思思         | 譚旋           | 電視劇《檸檬初上》片尾曲                         |
| 2016年 | We are one           | 黄星瑞         | 譚旋           | 電視劇《半妖傾城》主題曲                         |
| 2016年 | 時光正好             | 唐恬           | 金大洲         | 電影《夏有喬木雅望天堂》推廣曲                   |
| 2016年 | 青衣謠               | 周洁颖         | 譚旋           | 電視劇《青雲志》插曲                             |
| 2016年 | 風中芭蕾             | 劉暢           | 譚旋           | 電視劇《麻雀》插曲                               |
| 2017年 | 不完整的存在         | 段思思         | 譚旋           | 電視劇《遇見愛情的利先生》片頭曲                 |
| 2017年 | 思慕                 | 欒木           | 譚旋           | 電視劇《三生三世十里桃花》人物主題曲             |
| 2017年 | 夙念                 | 周潔穎         | 譚旋           | 電視劇《大唐榮耀》插曲                           |
| 2017年 | 天下无敌             | 于正           | 譚旋           | 電視劇《云巔之上》主題曲，與張哲瀚合唱           |
| 2017年 | 用情山水             | 段思思         | 譚旋           | 電視劇《太極宗師之太極門》片尾曲                 |
| 2017年 | 心不由己             | 周潔穎、譚旋   | 譚旋           | 電視劇《擇天記》插曲                             |
| 2017年 | 落在胸口的星星       | 唐恬           | 金大洲         | 電影《美容針》主題曲                             |
| 2017年 | 小小天涯             | 張贏           | 羅錕           | 電視劇《上古情歌》情感插曲                       |
| 2017年 | 星月                 | 劉暢、曹允     | 譚旋           | 與王錚亮合唱，電視劇《楚喬傳》情感主題曲         |
| 2017年 | 未至                 | 林喬           | 李全           | 電視劇《夏至未至》插曲                           |
| 2017年 | 誅心淚               | 欒木           | 譚旋           | 電視劇《醉玲珑》插曲                             |
| 2017年 | 你曾說               | 劉一泓、王耀光 | 丁汀           | 電視劇《那年花開月正圓》周瑩人物主題曲           |
| 2018年 | 像小時候一樣         | 唐恬           | 陳俊威         | 電影《熊出沒·變形記》主題曲                      |
| 2018年 | 盲目自信             | 陳曦           | 董冬冬         | 電視劇《談判官》情感主題曲                       |
| 2018年 | 失重                 | 段思思         | 譚旋           | 電視劇《老男孩》情感主題曲                       |
| 2018年 | 無由                 | 陳曦           | 董冬冬         | 電視劇《遠大前程》愛情主題曲                     |
| 2018年 | Is This Love?        | 安竹間         | 鄭雅丹         | 電視劇《愛情進化論》情感主題曲                   |
| 2018年 | 地平線               | 段思思、高姍   | 譚旋           | 電視劇《如若巴黎不快樂》片頭曲                   |
| 2018年 | 知否知否             | 李清照、張靖怡 | 劉炫豆         | 與胡夏合唱，電視劇《知否知否應是綠肥紅瘦》主題曲 |
| 2019年 | 天高                 | 劉暢           | 譚旋           | 電視劇《獨孤皇后》插曲                           |
| 2019年 | 陽台上               | 許宇杰         | 高橋優         | 電影《陽台上》推廣曲                             |
| 2019年 | 一心                 | 李雪漫         | 譚旋           | 與曾一鳴合唱，電視劇《封神演義》主題曲           |
| 2019年 | 遲愛                 | 肖思齊         | 陳雪燃         | 電視劇《一場遇見愛情的旅行》推廣主題曲           |
| 2019年 | 筆觸                 | 段思思         | 譚旋           | 電視劇《築夢情緣》插曲                           |
| 2019年 | 小至                 | 劉暢           | 譚旋           | 與李治廷合唱，電視劇《白髮》主題曲               |
| 2019年 | 追尋年少的光         | 唐恬           | 黃艾倫、翁瑋盈 | 與林宥嘉合唱，電視劇《流淌的美好時光》主題曲     |
| 2019年 | 何必                 | 周品、阿布     | 周品           | 電影《逗愛熊仁鎮》主題曲                         |
| 2020年 | 莞爾                 | 陳信延         | 張簡君偉       | 網絡劇《萌醫甜妻》主題曲                         |
| 2020年 | 紙船                 | 薛之謙         | 薛之謙         | 與薛之謙合唱，電視劇《天醒之路》片尾曲           |
| 2020年 | 情人咒               | 劉暢           | 譚旋           | 與阿雲嘎合唱，電視劇《琉璃美人煞》片尾曲         |
| 2020年 | 眠眠                 | 董珂           | 陸虎           | 與霍尊合唱，電視劇《離人心上》主題曲             |
| 2020年 | 頑存童話             | 段思思         | 李香馨         | 電視劇《刺》插曲                                 |
| 2020年 | 鏡中人               | 申名利、王曉倩 | 楊秉音         | 動畫《鏡·雙城》主題曲                            |
| 2020年 | 仲夏滿天心           | 郭德紫毅       | 高瑩           | 電視劇《仲夏滿天心》主題曲                       |
| 2020年 | 再見的，不見的       | 唐恬           | 藝民YEMIN      | 電影《我的女友是機器人》主題曲                   |
| 2020年 | 如晤                 | 接靚           | 阿鯤           | 電視劇《瞄準》插曲                               |
| 2020年 | 懂得雨天             | 姚若龍         | 李雙飛         | 電視劇《未來媽媽》片頭曲                         |
| 2021年 | 锦心似玉             | 玉鐲兒         | 張旭           | 電視劇《锦心似玉》片頭曲                         |
| 2021年 | 理想                 | 小柯           | 小柯           | 群星合唱，電視劇《理想照耀中国》主題曲           |
| 2021年 | 陪著你就是陪著我自己 | 安九、滕琨     | 張征           | 電影《八月未央》主題曲                           |
| 2021年 | 匆匆                 | 朱自清、馮雙白 | 亢竹青         | 舞劇《朱自清》主題曲                             |
| 2021年 | 深愛                 | 李巖           | 杜婧熒         | 電影《深愛》主題曲                               |
| 2021年 | 以你之姓冠我之名     | 王海濤         | 王錚亮         | 電視劇《你的名字我的姓氏》片尾曲                 |
| 2021年 | 人民的小康           | 韓冰           | 劉穎           | 與霍尊合唱，央視專題片《人民的小康》主題曲       |
| 2022年 | 失去就是這樣麼       | 李聰           | 錢雷           | 電影《李茂扮太子》插曲                           |
| 2022年 | 錯落                 | 林喬、零       | 孫艾藜         | 電視劇《流光之城》情感主題曲                     |
| 2022年 | 十年如煙             | 唐漢霄         | 唐漢霄         | 電影《十年一品溫如言》主題曲                     |
| 2022年 | 生活很美             | 高瑩           | 高瑩           | 電視劇《加油！媽媽》主題曲                       |
| 2022年 | 秀麗的翅膀           | 梁芒           | 舒楠           | 電視劇《大山的女兒》主題曲                       |
| 2022年 | 綻放                 | 陳曦           | 陳曦、董冬冬   | 電視劇《玫瑰之戰》主題曲                         |
| 2022年 | 倆倆                 | 張鵬鵬         | 王耀光         | 與胡夏合唱，電視劇《沉香重華》片尾曲             |
| 2022年 | 愛吧定律             | 陳曦           | 陳曦           | 電視劇《愛的二八定律》情感插曲                   |
| 2023年 | 去有風的地方         | 汪拾米         | 汪拾米         | 電視劇《去有風的地方》主題曲                     |
| 2023年 | 星閃閃月彎彎         | 劉圳杰         | 李智平         | 電影《熊出沒·伴我“熊芯”》主題曲                  |
| 2023年 | 一一                 | 章高寒         | 胡皓波         | 電視劇《步雲衢》主題曲                           |
| 2023年 | 空空的               | 唐漢霄         | 唐漢霄         | 電影《這麼多年》分手曲                           |
| 2023年 | 溫暖的甜蜜的         | 陳曦           | 董冬冬         | 電視劇《溫暖的，甜蜜的》主題曲                   |
| 2023年 | 我知道               | 陳曦           | 陳曦           | 電視劇《不完美受害人》主題曲                     |
| 2023年 | 長相思               | 陳曦           | 陳曦、董冬冬   | 電視劇《長相思》同名主題曲                       |
| 2024年 | 完美表現             | 陳曦           | 董冬冬         | 電視劇《在暴雪时分》片尾曲                       |
| 2024年 | 如何去愛             | 陳曦           | 董冬冬         | 電視劇《承歡記》成長主題曲                       |
| 2024年 | 兩個人               | 陳曦           | 董冬冬         | 電視劇《小夫妻》主題曲                           |
| 2024年 | 詩仙                 | 周潔穎         | 胡小鷗         | 電視劇《大奉打更人》茹夢情歌，與早安合唱         |
| 2025年 | 望餘生               | 劉恩汛         | 趙貝爾         | 電視劇《似錦》片尾主題曲                         |
| 2025年 | 不完美               | 崔轼玄         | 崔轼玄         | 電視劇《以美之名》情感主題曲                     |
| 2025年 | 霓光                 | 金大洲、吳姝霆 | 金大洲         | 電視劇《錦繡芳華》芳華未盡曲                     |

† 僅列出有以原聲帶形式發行過的個人專輯曲目

### 創作作品
| 發行年 | 歌名           | 收錄專輯                    | 參與部分   |
| 2011年 | 為了你         | 微加幸福                    | 詞         |
| 2012年 | 連衣裙         | 失戀事小                    | 詞/曲      |
| 2014年 | 自言自語       | 溫水                        | 詞/曲      |
| 2014年 | 溫水           | 溫水                        | 詞/曲      |
| 2014年 | 唯             | 溫水                        | 詞/曲      |
| 2014年 | 躲起來         | 溫水                        | 詞/曲      |
| 2018年 | 舜華曲         | 天涯明月刀OL 天香門派主題曲 | 曲         |
| 2019年 | Missed Call    | 路過人間                    | 詞/曲      |
| 2019年 | 我的城         | 我的城                      | 詞/曲/製作 |
| 2021年 | 蝴蝶海         | 姐姐的愛樂之程              | 詞         |
| 2021年 | Shinny Diamond | 姐姐的愛樂之程              | Rap詞      |
| 2022年 | 終身浪漫的開始 | Dear Life                   | 詞/曲      |
| 2024年 | 下著雨的海     | 《會唱歌的院子》第二期      | 詞         |
| 2024年 | 孤花           | 我怪                        | 詞/曲      |

### 音樂劇
- 《阿爾茲記憶的愛情》 飾演 鄭雅弦

| 日期           | 場次 | 演出地點   |
| 2017年9月29日  | 重慶 | 重慶大劇院 |
| 2017年9月30日  | 重慶 | 重慶大劇院 |
| 2017年12月22日 | 武漢 | 武漢劇院   |
| 2017年12月23日 | 武漢 | 武漢劇院   |
| 2018年1月26日  | 福州 | 福建大劇院 |
| 2018年1月27日  | 福州 | 福建大劇院 |
| 2018年4月21日  | 北京 | 保利劇院   |
| 2018年4月22日  | 北京 | 保利劇院   |
| 2018年5月12日  | 上海 | 美琪大戏院 |
| 2018年5月13日  | 上海 | 美琪大戏院 |

- 《阿爾茲記憶的愛情》原聲帶數字專輯

| #  | 歌名           | 作詞 | 作曲 | 備註                                   |
| 5  | 溫柔的罪過     | 陳濤 | 韓紅 | 獨唱                                   |
| 6  | 凌晨5點        | 韓紅 | 韓紅 | 與鄭棋元、王錚亮合唱                   |
| 16 | 這就是你愛的人 | 陳濤 | 韓紅 | 與鄭棋元、黃欣靚、金仁馨、那吾克熱合唱 |
| 21 | 嚮往           | 陳濤 | 韓紅 | 與鄭棋元合唱                           |
| 23 | 與愛相配       | 陳濤 | 韓紅 | 與沙寶亮合唱                           |

### 音乐录影带(MV)
| 年份   | 歌曲           | 演唱者            | 收錄專輯    | 版本                   | 備註                           |
| 2009年 | 唱得響亮       | 2009快女全國10強  | Cover Girls |                        | 2009快樂女聲主題曲             |
| 2009年 | 你不愛我       | 郁可唯            | Cover Girls | （页面存档备份，存于） |                                |
| 2009年 | 向快樂出發     | 天娛群星          | -           |                        | 湖南卫视2009年跨年演唱会主题曲 |
| 2010年 | 暖心           | 郁可唯            | 藍短褲      | （页面存档备份，存于） |                                |
| 2010年 | 我愛X足球      | 快女5強、動力火車 | -           |                        | 2010年南非世界杯公益励志歌曲   |
| 2010年 | 四川依然美麗   | 群星              | 四川力量    |                        | 汶川大地震賑災曲               |
| 2010年 | 給力青春       | 天娛群星          | -           |                        | 湖南衛視2010年跨年演唱會主題曲 |
| 2011年 | 指望           | 郁可唯            | 藍短褲      | （页面存档备份，存于） | 《犀利人妻》劇情版             |
| 2011年 | 夢想紀念日     | 郁可唯            | 藍短褲      | （页面存档备份，存于） |                                |
| 2011年 | Baby Sister    | 2009快女10强      | -           |                        | 2011年快乐女声加油歌           |
| 2011年 | 聽你說         | 郁可唯、林凡      | 微加幸福    | （页面存档备份，存于） | 王大陸 出演                    |
| 2011年 | 傷不起         | 郁可唯            | 微加幸福    | （页面存档备份，存于） | 利晴天、 出演                  |
| 2011年 | 微加幸福       | 郁可唯            | 微加幸福    | （页面存档备份，存于） | 白梓轩 特别出演                |
| 2011年 | 好朋友只是朋友 | 郁可唯            | 微加幸福    | （页面存档备份，存于） | 台北指望幸福音樂會現場版       |
| 2011年 | 茶湯           | 郁可唯            | 微加幸福    | （页面存档备份，存于） | 台北指望幸福音樂會現場版       |
| 2011年 | 家在北极村     | 陈升、郁可唯      | 家在北极村  | （页面存档备份，存于） |                                |
| 2011年 | 月儿幾時圓     | 陈升、郁可唯      | 家在北极村  | （页面存档备份，存于） |                                |
| 2012年 | 千年一瞬       | 郁可唯            | -           |                        | 成都黃龍溪旅游景區宣傳曲       |
| 2012年 | 為了你         | 郁可唯            | 微加幸福    | （页面存档备份，存于） |                                |
| 2012年 | 你不要我了嗎   | 郁可唯            | 微加幸福    | （页面存档备份，存于） | 伍佰 特别出演                  |
| 2012年 | 失戀事小       | 郁可唯            | 失戀事小    | （页面存档备份，存于） |                                |
| 2012年 | 幸福難不難     | 郁可唯            | 失戀事小    | （页面存档备份，存于） | 《犀利人妻電影》劇情版         |
| 2012年 | 放不下         | 郁可唯            | 失戀事小    | （页面存档备份，存于） |                                |
| 2012年 | 連衣裙         | 郁可唯            | 失戀事小    | （页面存档备份，存于） |                                |
| 2012年 | 一直           | 郁可唯            | 失戀事小    | （页面存档备份，存于） |                                |
| 2013年 | 好想你也在     | 郁可唯            | 失戀事小    | （页面存档备份，存于） | 《東華春理髮廳》劇情版         |
| 2014年 | 原諒不美好     | 郁可唯            | 溫水        | （页面存档备份，存于） |                                |
| 2014年 | 溫水           | 郁可唯            | 溫水        | （页面存档备份，存于） |                                |
| 2014年 | 自言自語       | 郁可唯            | 溫水        | （页面存档备份，存于） |                                |
| 2014年 | 自己的太陽     | 群星              | -           |                        | "我要上学"公益歌曲             |
| 2015年 | 生命           | 群星              | -           |                        | 禁毒公益歌曲                   |
| 2015年 | 高級動物       | 群星              | -           |                        | 《室友一起宅》片尾曲           |
| 2016年 | 時光正好       | 郁可唯            | -           |                        | 电影《夏有乔木雅望天堂》推广曲 |
| 2016年 | 又見到你       | 郁可唯            | -           |                        | 抗洪公益歌曲                   |
| 2017年 | 寂寞更生       | 郁可唯            | 00:00       | （页面存档备份，存于） | 隆宸翰 特别出演                |
| 2017年 | 電梯           | 郁可唯            | 00:00       | （页面存档备份，存于） | 謝盈萱 特別出演                |
| 2017年 | 夜落初雪       | 郁可唯            | 00:00       | （页面存档备份，存于） |                                |
| 2017年 | 倒流           | 郁可唯            | 00:00       | （页面存档备份，存于） | 00:00自由時間演唱會現場版      |
| 2017年 | 21天           | 郁可唯            | 00:00       | （页面存档备份，存于） | 00:00自由時間演唱會現場版      |
| 2017年 | 落在胸口的星星 | 郁可唯            | -           |                        | 電影《美容針》主題曲           |
| 2018年 | Is This Love?  | 郁可唯            | -           | （页面存档备份，存于） | 電視劇《愛情進化論》情感主題曲 |
| 2019年 | 陽台上         | 郁可唯            | -           |                        | 電影《陽台上》推廣曲           |
| 2019年 | 三十而慄       | 郁可唯            | 路過人間    | （页面存档备份，存于） |                                |
| 2019年 | 路過人間       | 郁可唯            | 路過人間    | （页面存档备份，存于） | 溫昇豪 特別出演                |
| 2019年 | 記恨           | 郁可唯            | 路過人間    | （页面存档备份，存于） |                                |
| 2019年 | 十年如一日     | 郁可唯            | 路過人間    | （页面存档备份，存于） | 鍾承翰 特別出演                |
| 2019年 | 追尋年少的光   | 郁可唯、林宥嘉    | -           | （页面存档备份，存于） | 電視劇《流淌的美好時光》主題曲 |
| 2019年 | 是誰           | 郁可唯            | 路過人間    | （页面存档备份，存于） |                                |
| 2019年 | 何必           | 郁可唯            | -           |                        | 電影《逗愛熊仁鎮》主題曲       |
| 2019年 | 我的城         | 郁可唯            | 我的城      | （页面存档备份，存于） | 無限進化演唱會現場版           |
| 2019年 | 你知道         | 郁可唯            | 路過人間    | （页面存档备份，存于） | 郁可唯 導演作品                |
| 2021年 | 尋             | 郁可唯            | Dear Life   |                        |                                |
| 2021年 | Dear Life      | 郁可唯            | Dear Life   |                        |                                |
| 2021年 | 5排12座        | 郁可唯            | Dear Life   |                        |                                |
| 2022年 | 鬧哄哄         | 郁可唯            | Dear Life   |                        |                                |
| 2024年 | 老派少女       | 郁可唯            | 我怪        |                        |                                |
| 2024年 | 沉溺循環       | 郁可唯            | 我怪        |                        |                                |
| 2025年 | 來日漫漫       | 郁可唯            | 我怪        |                        |                                |
| 2025年 | 我怪           | 郁可唯            | 我怪        |                        |                                |

## 演唱會
- 郁可唯自畫像演唱會

| 日期           | 場次 | 演出地點       |
| 2014年9月27日  | 北京 | 北京21世紀劇院 |
| 2014年11月15日 | 廣州 | 中央車站       |

- 郁可唯無限進化演唱會

| 日期           | 場次 | 演出地點              |
| 2018年11月24日 | 成都 | 華熙LIVE•528M空間     |
| 2019年10月13日 | 上海 | 上海國家會展中心 虹館 |

- 郁可唯 聽路過人間LIVE TOUR

| 日期          | 場次 | 演出地點            |
| 2019年8月31日 | 深圳 | HOU LIVE            |
| 2019年9月1日  | 廣州 | TU凸空間            |
| 2019年9月15日 | 南京 | 稻香音樂空間        |
| 2019年9月20日 | 重慶 | 寅派動力            |
| 2019年9月21日 | 成都 | 正火藝術中心 一號館 |

- 郁可唯 DEAR LIVE TOUR

| 日期           | 場次 | 演出地點           |
| 2021年7月8日   | 北京 | 糖果LIVE           |
| 2021年7月9日   | 濟南 | CaperLand雀躍之地  |
| 2021年7月16日  | 南京 | 稻香音樂空間       |
| 2021年7月17日  | 蘇州 | 山丘LIVEHOUSE      |
| 2021年7月18日  | 寧波 | 星巢劇場           |
| 2021年7月24日  | 青島 | CaperLand雀躍之地  |
| 2021年9月26日  | 重慶 | 寅派動力           |
| 2021年10月23日 | 廈門 | WOKESHOW星巢沃克秀 |

- 郁可唯终身浪漫的开始巡回演唱会

| 日期           | 場次   | 演出地點                 |
| 2023年7月8日   | 上海   | 静安体育中心体育馆       |
| 2023年7月29日  | 深圳   | 宝安体育中心体育馆       |
| 2023年8月4日   | 武汉   | 武汉五环体育中心体育馆   |
| 2023年8月19日  | 苏州   | 苏州高新区文体中心体育馆 |
| 2023年9月16日  | 成都   | 成都金融城演艺中心       |
| 2023年12月9日  | 广州   | 宝能广州国际体育演艺中心 |
| 2023年12月23日 | 南京   | 南京青奧體育公園體育館   |
| 2024年1月20日  | 重慶   | 華熙LIVE·魚洞文體中心    |
| 2024年3月16日  | 長沙   | 湖南國際會展中心-芒果館  |
| 2024年6月22日  | 北京   | 國家體育館               |
| 2024年7月20日  | 上海   | 上海東方體育中心         |
| 2025年3月29日  | 新加坡 | The Star Theatre         |
| 2025年5月24日  | 澳門   | 倫敦人綜藝館             |

- 郁可唯我怪巡迴演唱會

| 日期          | 場次 | 演出地點               |
| 2025年7月12日 | 成都 | 成都金融城演艺中心     |
| 2025年8月17日 | 深圳 | 深圳體育中心體育館主館 |

## 影视作品

### 網路劇
| 年份   | 播放頻道 | 戲劇名稱           | 角色                |
| 2012年 | 搜狐视频 | 《屌丝男士》       | 郁可唯（第5集客串） |
| 2013年 | 搜狐视频 | 《屌丝男士》第二季 | 郁可唯              |
| 2013年 | 騰訊視頻 | 《快乐ELIFE》      | 小兔（第18集客串）  |

### 微電影
| 年份   | 播放頻道 | 戲劇名稱           | 角色         |
| 2014年 | 騰訊視頻 | 《青春相贱不恨晚》 | 小唯（客串） |

### 综藝节目
| 年份   | 播放頻道 | 節目名稱            | 備註                     |
| 2013年 | 安徽衛視 | 《我為歌狂》        |                          |
| 2016年 | 江蘇衛視 | 《端午金曲撈》      |                          |
| 2018年 | 湖南衛視 | 《歌手2018》        |                          |
| 2020年 | 芒果TV   | 《乘風破浪的姐姐》  | 參賽者，最後成團出道。   |
| 2020年 | 湖南衛視 | 《姐姐的愛樂之程》  | X-SISTER，成團後的團綜。 |
| 2021年 | 湖南衛視 | 《时光音乐会》      | 时光音乐人               |
| 2023年 | 湖南衛視 | 《聲生不息·家年華》 |                          |

## 书籍作品
| 年份   | 書名                                          | 出版社         | ISBN               |
| 2009年 | 《2009快乐女声星光闪耀全集4：百变美声郁可唯》 | 中國文聯出版社 | ISBN 9787505965898 |

## 荣誉记录

### 金曲獎
| 年份   | 屆次         | 專輯      | 獎項             | 結果 |
| 2023年 | 第34屆金曲獎 | Dear Life | 最佳華語女歌手獎 | 提名 |

### 2010年
- 2010年4月 MusicRadio音乐之声中国TOP排行榜颁奖典礼 “内地年度最佳新人”
- 2010年4月 MusicRadio音乐之声中国TOP排行榜颁奖典礼 “年度金曲”《指望》
- 2010年4月 中国星锐榜 “最佳女歌手”
- 2010年11月 中国扶贫基金会授予 “爱心大使”
- 2010年12月 2010年度网络盛典偶像大选 “中国偶像”
- 2010年12月 新浪音乐2010年度盘点 “2010内地乐坛年度新人”
- 2010年12月 MusicRadios音乐之声“DJ推荐2010年度20大华语专辑” 《蓝短裤》
- 2010年12月 新浪音乐2010“年度最具潜力专辑”《蓝短裤》
- 2010年12月 TOM网年度、网易163“年度十大专辑” 《蓝短裤》
- 2010年12月 2010年百度娱乐沸点  “最热门内地十大金曲”《指望》

### 2011年
- 2011年1月 湖南卫视·百度娱乐沸点年度盘点 “最热门内地新晋女歌手”
- 2011年4月 第四届城市之音至尊金榜“年度新人王”
- 2011年4月 第四届城市之音至尊金榜 “指望”—年度最长寿单曲
- 2011年4月 第四届城市之音至尊金榜 “指望”—年度听众最爱单曲
- 2011年4月 第一届全球流行音乐金榜颁奖典礼于台北小巨蛋“指望”—城市之音电台点播冠军
- 2011年4月 MusicRadios音乐之声中国TOP排行榜颁奖典礼 “内地校园人气女歌手”
- 2011年4月 成都电视台25周年台庆 “推广大使”
- 2011年6月 第五届中国移动无线音乐盛典咪咕汇 “指望”—无线音乐年度最畅销K歌金曲
- 2011年7月 成都极地海洋世界授予“白鲸守护大使”
- 2011年10月 全球流行音乐金榜2011年上半年 “听你说”—20大金曲
- 2011年11月 第四届音乐风云榜新人盛典颁奖典礼 “最佳女演唱人”
- 2011年12月 凤凰时尚美妆盛典 “年度自然妆容大奖”
- 2011年12月 音乐先锋榜2011年度颁奖典礼“年度22家电台联颁” 「微加幸福」—最佳专辑奖
- 2011年12月 音乐先锋榜2011年度颁奖典礼 “年度最受欢迎先锋女歌手五强”
- 2011年12月 音乐先锋榜2011年度颁奖典礼 “年度网上最具人气先锋女歌手奖”

### 2012年
- 2012年1月 台湾第七届KKBOX数位音乐风云榜 “年度偶像剧音乐”《犀利人妻》
- 2012年1月 北京流行音乐典礼（中国歌曲排行榜）“年度金曲”《伤不起》
- 2012年3月 马来西亚MY ASTRO至尊流行榜颁奖典礼 “至尊电视原创歌曲”《指望》
- 2012年3月 马来西亚MY ASTRO至尊流行榜颁奖典礼 “至尊海外大跃进女歌手奖”
- 2012年3月 第八届中国金唱片奖 “数字音乐新人奖”
- 2012年4月 第五届城市之音至尊金榜 “年度最长寿单曲”《伤不起》
- 2012年4月 第五届城市之音至尊金榜 “年度空中热播单曲”《伤不起》
- 2012年4月 第五届城市之音至尊金榜  “年度冠军后”
- 2012年4月 Music Radio中国TOP排行榜 “内地校园人气女歌手”
- 2012年8月 风尚志6周年颁奖典礼	“风尚偶像明星奖”
- 2012年11月 第十二届全球华语歌曲排行榜颁奖典礼 	“20大金曲”《好朋友只是朋友》
- 2012年12月 中国歌曲排行榜 年度十大金曲《失恋事小》
- 2012年12月 香港TVB8 金曲奖颁奖典礼 “十大金曲”《失恋事小》

### 2013年
- 2013年1月 爱奇艺美丽中国晚会 “真我正能量奖”
- 2013年1月 风尚BA大选慈善颁奖盛典“风尚爱心大使”
- 2013年1月 音乐先锋榜颁奖礼 “内地年度十大金曲”《失恋事小》
- 2013年1月 音乐先锋榜颁奖礼 “内地最受欢迎女歌手”
- 2013年3月 第20届东方风云榜 “年度十大金曲”《失恋事小》
- 2013年4月 马来西亚MY Astro第四届至尊流行榜颁奖典礼 “至尊演绎女歌手（海外）”
- 2013年4月 马来西亚MY Astro第四届至尊流行榜颁奖典礼 “至尊进榜最久冠军歌曲”
- 2013年4月 马来西亚MY Astro第四届至尊流行榜颁奖典礼 “至尊金曲”《失恋事小》
- 2013年4月 Musicradio音乐之声中国TOP排行榜颁奖典礼  “内地年度传媒推荐女歌手”
- 2013年4月 Musicradio音乐之声中国TOP排行榜颁奖典礼 “内地年度金曲”《失恋事小》
- 2013年5月 全球流行音乐金榜 “年度二十大金曲”《失恋事小》
- 2013年5月 加拿大中文电台 “推崇大奖”《失恋事小》
- 2013年5月 全球流行音乐金榜 年度20大金曲《失恋事小》
- 2013年7月 CityFM城市至尊音乐榜 二十大金曲《失恋事小》
- 2013年7月 CityFM城市至尊音乐榜 年度冠军后《失恋事小》
- 2013年12月 第四届乐视盛典 年度电影金曲《时间煮雨》

### 2014年
- 2014年5月 酷狗十年音乐盛典 最热搜索奖《时间煮雨》

### 2015年
- 2015年5月 2015华语金曲奖（中國） 我最喜爱的女歌手奖
- 2015年6月 第八届 城市至尊音乐榜 年度空中热播单曲《原谅不美好》
- 2015年6月 第八届 城市至尊音乐榜 年度二十大金曲《原谅不美好》
- 2015年6月 第八届 城市至尊音乐榜年 度听众最爱女歌手
- 2015年8月 MusicRadio音乐之声中国TOP排行榜 年度金曲《原谅不美好》
- 2015年8月 MusicRadio音乐之声中国TOP排行榜 内地最佳女歌手

### 2016年
- 2016年4月 中国时尚自媒体大赏 先锋跨界音乐人
- 2016年11月 华语金曲奖 专业推介歌曲《愛情是青春的旅行》
- 2016年11月 华语金曲奖 最具旅行精神艺人
- 2016年11月 华语金曲奖 我最喜爱的影视女歌手
- 2016年12月 时尚健康 “健康榜样年度先锋明星”

### 2017年
- 2017年1月 微博之夜 年度飛躍歌手
- 2017年5月 全球流行音樂金榜 年度最佳情歌演繹獎《00:00》
- 2017年5月 全球流行音樂金榜 年度传媒推荐女歌手奖《00:00》
- 2017年6月 MusicRadio音乐之声中国TOP排行榜 音樂之聲推薦大獎 ─ 個人
- 2017年7月 CITYFM城市之音 第十届“城市至尊音乐榜” 联盟推崇女歌手
- 2017年7月 CITYFM城市之音 第十届“城市至尊音乐榜” 年度DJ最爱单曲《寂寞更生》
- 2017年11月 網易時尚跨界盛典 最具實力跨界女歌手
- 2017年12月 Billboard Radio China 年度华语金曲奖《思慕》

### 2019年
- 2019年10月 亚洲新歌榜年度盛典 年度突破歌手
- 2019年12月 第13届音乐盛典咪咕汇 年度突破歌手
- 2019年12月 第13届音乐盛典咪咕汇 年度十大金曲奖《路過人間》
- 2019年12月 第13届音乐盛典咪咕汇 年度十大金曲奖《知否知否》
- 2019年12月 TMEA腾讯音乐娱乐盛典 年度十大金曲《知否知否》

### 2020年
- 2020年5月 第17屆Hito流行音樂獎 Hito電視主題曲 《路過人間》
- 2020年7月 第22屆中華音樂人交流協會 年度十大單曲《路過人間》
- 2020年12月 搜狐年度時尚盛典 年度音樂人
- 2020年12月 第20屆南方音樂盛典 年度國語歌曲《路過人間》
- 2020年12月 今日頭條年度娛樂大賞 年度人氣歌手

### 2021年
- 2021年1月 精品風格雲盛典 年度潮流歌手
- 2021年1月 騰訊娛樂白皮書2020 年度品質歌手（女歌手口碑上升榜第一名）
- 2021年12月 第三屆騰訊音樂娛樂盛典 年度最佳內地女歌手

### 2022年
- 2022年1月 唱工委音樂獎 2020年年度女歌手
- 2022年11月 微博視界大會·微光盛典 觀眾喜愛影視音樂人

### 2023年
- 2023年8月 第30屆東方風雲榜最佳女歌手
- 2023年8月 第30屆東方風雲榜十大金曲《鬧哄哄》

### 2024年
- 2024年6月 第2屆浪潮音樂大賞 年度影視歌曲《去有風的地方》